# Terres de Druance
Terres de Druance est, depuis le 1er janvier 2017, une commune nouvelle française située dans le département du Calvados en région Normandie, peuplée de 891 habitants.

## Géographie

### Hydrographie
La commune est située dans le bassin Seine-Normandie. Elle est drainée par la Druance, le Roucamps, le ruisseau des Vaux, la Segande, le fossé 01 du Huan, le fossé 01 de la Ruaudière, le fossé 03 de la commune de Saint-Jean-le-Blanc, le Halgre, le fossé 01 des Treize Vieilles, le fossé 04 de la Chevalerie, le cours d'eau 01 de la Martigny, le fossé 01 de la Hectière, le cours d'eau 01 de la Gréardière, le cours d'eau 03 de la Cour, le fossé 02 d'Ecorcheboeuf, le fossé 01 du Parc Jumel, le fossé 01 du Passeux, le fossé 01 du Val Rosaire, le fossé 01 de la Roctière, le fossé 01 du Champ des Prés, le fossé 02 des Mézerets et divers autres petits cours d'eau,.
La Druance, d'une longueur de 31 km, prend sa source dans la commune des Monts d'Aunay et se jette  dans le Noireau à Condé-en-Normandie, après avoir traversé cinq communes. Les caractéristiques hydrologiques de la Druance sont données par la station hydrologique située sur la commune de Périgny. Le débit moyen mensuel est de 1,25 m3/s. Le débit moyen journalier maximum est de 17 m3/s, atteint lors de la crue du 28 décembre 1999. Le débit instantané maximal est quant à lui de 18,4 m3/s, atteint le même jour.

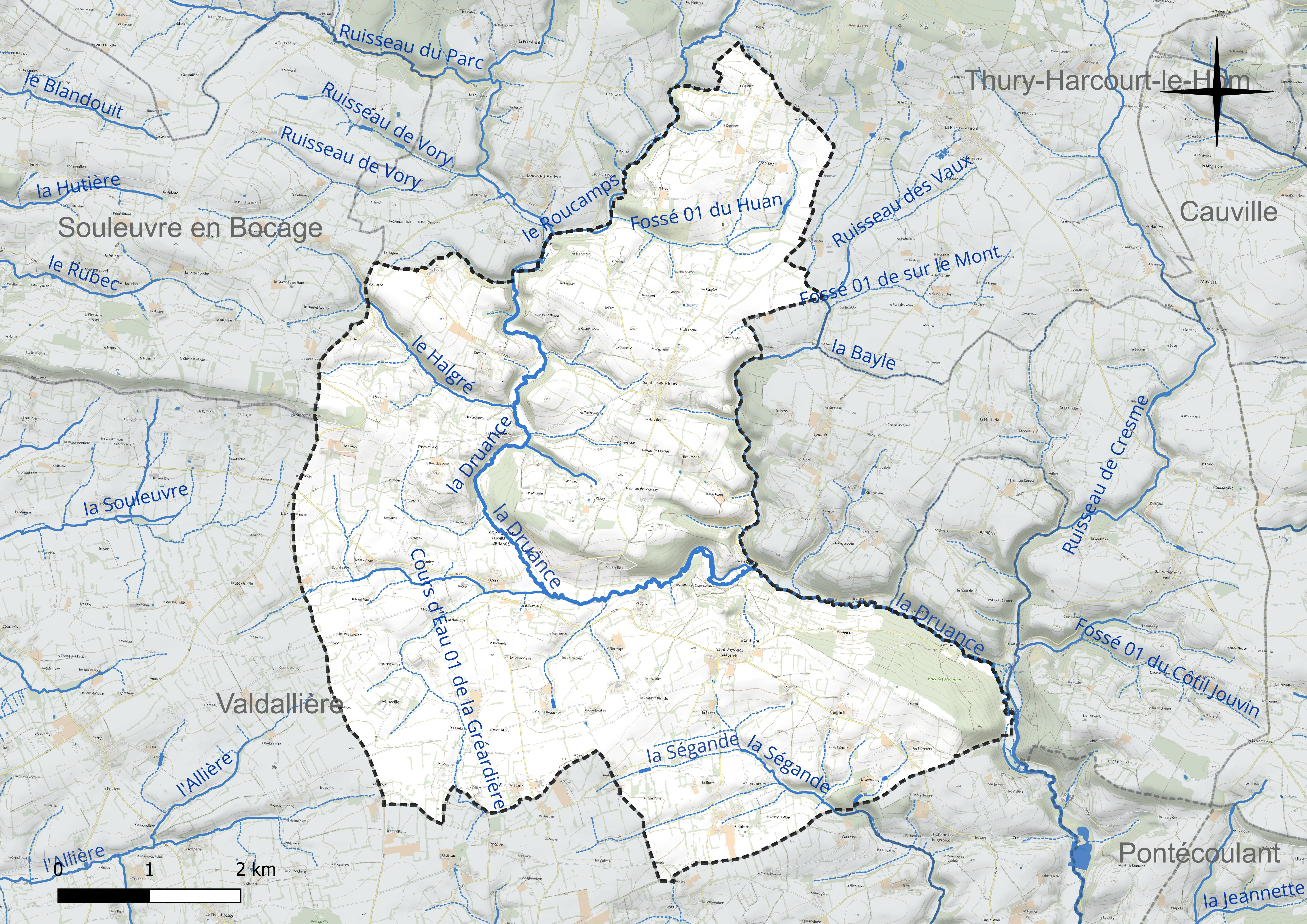
Réseau hydrographique de Terres de Druance.

### Climat
Pour des articles plus généraux, voir Climat de la Normandie et Climat du Calvados.
En 2010, le climat de la commune est de type climat océanique franc, selon une étude du CNRS s'appuyant sur une série de données couvrant la période 1971-2000. En 2020, Météo-France publie une typologie des climats de la France métropolitaine dans laquelle la commune est exposée à un climat océanique et est dans la région climatique Normandie (Cotentin, Orne), caractérisée par une pluviométrie relativement élevée (850 mm/a) et un été frais (15,5 °C) et venté. Parallèlement le GIEC normand, un groupe régional d'experts sur le climat, différencie quant à lui, dans une étude de 2020, trois grands types de climats pour la région Normandie, nuancés à une échelle plus fine par les facteurs géographiques locaux. La commune est, selon ce zonage, exposée à un « climat contrasté des collines », correspondant au Bocage normand, bien arrosé, voire très arrosé sur les reliefs les plus exposés au flux d'ouest, et frais en raison de l'altitude.
Pour la période 1971-2000, la température annuelle moyenne est de 10,4 °C, avec  une amplitude thermique annuelle de 12,5 °C. Le cumul annuel moyen de précipitations est de 929 mm, avec 13,4 jours de précipitations en janvier et 8 jours en juillet. Pour la période 1991-2020, la température moyenne annuelle observée sur la station météorologique installée sur la commune est de 11,1 °C et le cumul annuel moyen de précipitations est de 908,6 mm,. Pour l'avenir, les paramètres climatiques de la commune estimés pour 2050 selon différents scénarios d'émission de gaz à effet de serre sont consultables sur un site dédié publié par Météo-France en novembre 2022.
| Mois                                  | jan.          | fév.          | mars          | avril         | mai           | juin          | jui.          | août          | sep.          | oct.          | nov.          | déc.          | année     |
| ------------------------------------- | ------------- | ------------- | ------------- | ------------- | ------------- | ------------- | ------------- | ------------- | ------------- | ------------- | ------------- | ------------- | --------- |
| Température minimale moyenne (°C)     | 2,1           | 2             | 3,8           | 5,7           | 8             | 11,3          | 12,9          | 12,7          | 10,9          | 8,8           | 5,7           | 3,1           | 7,2       |
| Température moyenne (°C)              | 4,7           | 5             | 7,4           | 10,2          | 12,6          | 15,8          | 17,8          | 17,5          | 15,4          | 12,1          | 8,5           | 5,8           | 11,1      |
| Température maximale moyenne (°C)     | 7,2           | 8,1           | 11            | 14,7          | 17,2          | 20,3          | 22,8          | 22,3          | 19,9          | 15,5          | 11,2          | 8,4           | 14,9      |
| Record de froid (°C) date du record   | −8,2 07.01.09 | −9,1 11.02.12 | −5,7 01.03.18 | −3,1 06.04.21 | −1,3 02.05.21 | 4,9 25.06.13  | 6,3 31.07.15  | 4,4 24.08.14  | 3,7 30.09.12  | −0,9 21.10.10 | −6,8 30.11.10 | −7,9 16.12.09 | −9,1 2012 |
| Record de chaleur (°C) date du record | 15,4 01.01.22 | 21,1 27.02.19 | 23,5 30.03.21 | 26,9 20.04.18 | 27,9 24.05.10 | 35,5 18.06.22 | 39,1 18.07.22 | 36,3 07.08.20 | 32,5 09.09.23 | 28 02.10.23   | 20,6 01.11.15 | 16,3 31.12.22 | 39,1 2022 |
| Précipitations (mm)                   | 93,3          | 75,8          | 63,2          | 60,9          | 61,3          | 61,4          | 48,3          | 71,6          | 53,1          | 96,8          | 107           | 115,9         | 908,6     |

## Urbanisme

### Typologie
Au 1er janvier 2024, Terres de Druance est catégorisée commune rurale à habitat très dispersé, selon la nouvelle grille communale de densité à 7 niveaux définie par l'Insee en 2022.
Elle est située hors unité urbaine et hors attraction des villes,.

## Toponymie
La Druance, affluent du Noireau et sous-affluent de l'Orne, parcourt ou borde chacune des trois communes déléguées. Dans l'arrêté signé par le préfet, la graphie de la commune nouvelle n'est pas conforme aux règles de typographie française ; en effet la commune devrait s'écrire « Terres-de-Druance ».

## Histoire
La commune nouvelle est créée par l'arrêté préfectoral du 2 décembre 2016 avec effet au 1er janvier 2017.
La commune est issue du regroupement des trois communes Lassy, Saint-Jean-le-Blanc et Saint-Vigor-des-Mézerets qui deviennent des communes déléguées ; son chef-lieu se situe à Lassy.

## Politique et administration
| Période      | Période  | Identité    | Étiquette | Qualité                             |
| ------------ | -------- | ----------- | --------- | ----------------------------------- |
| janvier 2017 | En cours | Jean Turmel | SE        | Agriculteur, maire délégué de Lassy |

## Population et société

### Démographie
L'évolution du nombre d'habitants est connue à travers les recensements de la population effectués dans la commune depuis sa création.
En 2022, la commune comptait 891 habitants, en évolution de −7,76 % par rapport à 2016 (Calvados : +1,58 %, France hors Mayotte : +2,11 %).
| 2015 | 2016 | 2017 | 2018 | 2019 | 2022 |
| ---- | ---- | ---- | ---- | ---- | ---- |
| 957  | 966  | 947  | 929  | 910  | 891  |

| Nom                      | Code Insee | Intercommunalité  | Superficie (km2) | Population (dernière pop. légale) | Densité (hab./km2) |
| ------------------------ | ---------- | ----------------- | ---------------- | --------------------------------- | ------------------ |
| Lassy (siège)            | 14357      | CC Condé Intercom | 12,6             | 353 (2014)                        | 28                 |
| Saint-Jean-le-Blanc      | 14597      | CC Condé Intercom | 15,12            | 353 (2014)                        | 23                 |
| Saint-Vigor-des-Mézerets | 14662      | CC Condé Intercom | 9,47             | 242 (2014)                        | 26                 |

## Culture locale et patrimoine

### Lieux et monuments
- Église Saint-Vigor de Saint-Vigor-des-Mézerets.